# لوکا چکونی
لوکا چکونی (انگلیسی: Luca Cecconi؛ زادهٔ ۲۴ ژانویهٔ ۱۹۶۴) بازیکن فوتبال اهل ایتالیا است.
از باشگاه‌هایی که در آن بازی کرده‌است می‌توان به باشگاه فوتبال فیورنتینا، باشگاه فوتبال بولونیا، باشگاه فوتبال برشا، باشگاه فوتبال پیستویزه، باشگاه فوتبال کاتانیا، باشگاه فوتبال پیزا، باشگاه فوتبال امپولی، باشگاه فوتبال کومو، و باشگاه فوتبال پالرمو اشاره کرد.